# À force d'homme
À force d'homme est un documentaire de Michel Audy sorti en 1968 qui rappelle la tradition du bûcheron.

## Synopsis
Ce documentaire porte sur les « coureurs des bois » qui parcouraient les forêts du Québec aux XIXe et XXe siècles : bûcherons, pêcheurs de perles et chasseurs. On y voit, entre autres, Mgr Félix-Antoine Savard, auteur de Menaud, maître-draveur.

## Fiche technique
- Producteur : Normand Lafleur
- Directeur : Michel Audy
- Directeur de la photographie : Michel Audy
- Directeurs de la baie :  Marcel Lampron et Jean Isabelle
- Musique : Yves Albert
- Scénaristes : Jean-Louis Longtin et Normand Lafleur
- Monteur : Michel Audy
- Acteurs : Vézina Fortin, Amédée Fortin, Alvérez Bouchard, Mgr Félix-Antoine Savard
- Lieu de tournage : Saint-Urbain
- Durée : 69 minutes

Inspiré de la thèse de Normand Lafleur, La Vie traditionnelle du coureur de bois aux XIXe et XXe siècles, publiée à Ottawa, chez Leméac, en 1973, 305 p.